# Garbek (Tuchów)
Garbek – część miasta Tuchowa (SIMC 0982492), w województwie małopolskim, w powiecie tarnowskim. Do 1959 samodzielna wieś.
Leży w zachodniej części miasta, głównie w okolicy ul. Rolniczej. Znajduje się tu cmentarz wojenny nr 158 – Tuchów-Garbek.
Garbek stanowił do 1934 gminę jednostkową w powiecie tarnowskim; 1 sierpnia 1934 stał się gromadą nowo utworzonej zbiorowej gminy Tuchów, wraz z miejscowościami Burzyn, Dąbrówka Tuchowska, Jodłówka Tuchowska, Karwodrza, Kielanowice, Lichwin, Lubaszowa, Łękawka, Łowczów, Meszna Opacka, Meszna Szlachecka, Piotrkowice, Trzemesna i Zabłędza.
Po wojnie stanowiły jedną z 15 gromad gminy Tuchów
W związku z reformą znoszącą gminy jesienią 1954 roku, Garbek włączono do gromady Meszna Opacka.
31 grudnia 1959 Garbek włączono do miasta Tuchowa.